# Propriété de Schur
Pour d'autres théorèmes de Schur, voir Issai Schur.
En mathématiques, on dit qu'un espace vectoriel normé X a la propriété de Schur si toute suite dans X qui converge faiblement converge fortement, c'est-à-dire en norme (la réciproque étant toujours vraie). Issai Schur a démontré en 1921 que l'espace ℓ1 des suites sommables possède cette propriété bien que, comme dans tout espace normé de dimension infinie, sa topologie forte soit strictement plus fine que la faible.